# Flexibilidade cognitiva
A flexibilidade cognitiva é uma propriedade intrínseca de um sistema cognitivo frequentemente associada à capacidade mental de ajustar a sua atividade e conteúdo, alternar entre diferentes regras de tarefas e respostas comportamentais correspondentes, manter múltiplos conceitos simultaneamente e deslocar a atenção interna entre eles. O termo flexibilidade cognitiva é tradicionalmente usado para se referir a uma das funções executivas. Neste sentido, pode ser visto como um fundamento neural de comportamento adaptativo e flexível. A maioria dos testes de flexibilidade foi desenvolvida sob esta suposição há várias décadas. Hoje em dia, a flexibilidade cognitiva também pode ser referida como um conjunto de propriedades do cérebro que facilitam a alternância flexível, porém relevante, entre estados cerebrais funcionais.
A flexibilidade cognitiva varia ao longo da vida de um indivíduo. Além disso, certas condições, como o transtorno obsessivo-compulsivo, estão associadas à redução da flexibilidade cognitiva. Uma vez que a flexibilidade cognitiva é um componente vital da aprendizagem os défices nesta área podem ter outras implicações.
Duas abordagens comuns para o estudo da flexibilidade cognitiva concentram-se na capacidade inconsciente de troca de tarefas e na capacidade consciente de mudança cognitiva. Os métodos de medição da flexibilidade cognitiva incluem a tarefa A-não-B, a tarefa de classificação de cartas de mudança dimensional, a tarefa de classificação de cartas de classificação múltipla, a tarefa de classificação de cartas de Wisconsin e o teste de Stroop. Investigações de ressonância magnética funcional (fMRI) mostraram que regiões específicas do cérebro são ativadas quando uma pessoa se envolve em tarefas de flexibilidade cognitiva. Estas regiões incluem o córtex pré-frontal (CPF), os gânglios da base, o córtex cingulado anterior (ACC) e o córtex parietal posterior (PPC). Estudos conduzidos com pessoas de várias idades e com deficiências específicas informaram ainda mais como a flexibilidade cognitiva se desenvolve e muda no cérebro.
A flexibilidade cognitiva não deve ser confundida com a flexibilidade psicológica, que é a capacidade de se adaptar às exigências situacionais, de equilibrar as exigências da vida e de se comprometer com comportamentos pensando sobre problemas e tarefas de maneiras novas e criativas (por exemplo, mudando uma postura ou compromisso quando ocorrem eventos inesperados).

## Definições
A Associação Americana de Psicologia (APA) define flexibilidade cognitiva como:
A capacidade de avaliação objetiva e de ação adequadamente flexível. A flexibilidade cognitiva implica também adaptabilidade e imparcialidade. APA Dictionary of Psychology, "Cognitive Flexibility"
A flexibilidade cognitiva varia ao longo da vida de um indivíduo. Os investigadores descreveram mais especificamente a flexibilidade cognitiva como a capacidade de mudar ou alternar o pensamento e a atenção entre diferentes tarefas ou operações, normalmente em resposta a uma mudança nas regras ou demandas. Por exemplo, ao classificar cartas com base em regras específicas, as crianças são consideradas cognitivamente flexíveis se forem capazes de alternar com sucesso entre classificar cartas com base na cor do objeto e classificar com base no tipo de objeto na carta.
A flexibilidade cognitiva tem sido descrita de forma mais ampla como a capacidade de ajustar o pensamento de situações antigas para novas situações, bem como a capacidade de superar respostas ou pensamentos que se tornaram habituais e adaptar-se a novas situações. Dessa forma, se alguém for capaz de superar crenças ou hábitos previamente mantidos (quando necessário em novas situações), então ele será considerado cognitivamente flexível. Por último, a capacidade de considerar simultaneamente dois aspetos de um objeto, ideia ou situação num determinado momento refere-se à flexibilidade cognitiva. De acordo com esta definição, ao classificar cartas com base em regras específicas, as crianças são consideradas cognitivamente flexíveis se conseguirem classificar cartas com base na cor dos objetos e no tipo de objetos na carta simultaneamente. Da mesma forma, a flexibilidade cognitiva foi definida como a compreensão e a consciência de todas as opções e alternativas possíveis simultaneamente em qualquer situação.

### Fatores contribuintes
Independentemente da especificidade da definição, os investigadores concordam geralmente que a flexibilidade cognitiva é um componente do funcionamento executivo, cognição de ordem superior que envolve a capacidade de controlar o próprio pensamento. O funcionamento executivo inclui outros aspetos da cognição, como inibição, memória, estabilidade emocional, planeamento e organização. A flexibilidade cognitiva está altamente relacionada com uma série destas habilidades, incluindo inibição, planeamento e memória de trabalho. Assim, quando um indivíduo é mais capaz de suprimir aspetos de um estímulo para se concentrar em aspetos mais importantes (por exemplo, inibir a cor do objeto para se concentrar no tipo de objeto), ele também é mais flexível cognitivamente. Neste sentido, são melhores no planeamento, na organização e na utilização de estratégias de memória específicas.
Investigadores argumentam que a flexibilidade cognitiva também é um componente da classificação múltipla, conforme descrito originalmente pelo psicólogo Jean Piaget. Em tarefas de classificação múltipla, os participantes (principalmente crianças, que já desenvolveram ou estão em processo de desenvolvimento desta habilidade) devem classificar objetos de várias maneiras diferentes ao mesmo tempo - pensando assim de forma flexível sobre eles. Da mesma forma, para serem cognitivamente flexíveis, devem superar a centralização, que é a tendência das crianças pequenas de se concentrarem apenas num aspeto de um objeto ou situação. Por exemplo, quando as crianças são pequenas, elas podem ser capazes de focar apenas em um aspeto de um objeto (por exemplo, cor do objeto) e não conseguem focar em ambos os aspetos (por exemplo, cor e tipo de objeto). Assim, investigações sugerem que se um indivíduo estiver centrado no seu pensamento, ele será mais inflexível cognitivamente.
Investigações sugerem que a flexibilidade cognitiva está relacionada com outras habilidades cognitivas, como inteligência fluida, fluência na leitura e compreensão da leitura. A inteligência fluida, descrita como a capacidade de resolver problemas em novas situações, permite uma capacidade de raciocínio fluido. Quando alguém é capaz de raciocinar com fluidez, é mais provável que seja cognitivamente flexível. Além disso, aqueles que conseguem ser cognitivamente flexíveis demonstraram ter a capacidade de alternar entre sons e significados e/ou pensar neles simultaneamente, o que aumenta a sua fluência de leitura e compreensão. Também foi demonstrado que a flexibilidade cognitiva está relacionada com a capacidade de lidar com situações específicas. Por exemplo, quando os indivíduos são mais capazes de mudar o seu pensamento de uma situação para outra, eles irão concentrar-se menos nos fatores de stress dentro dessas situações.
Em geral, os investigadores da área concentram-se no desenvolvimento da flexibilidade cognitiva entre as idades de três e cinco anos. No entanto, a flexibilidade cognitiva demonstrou ser um conceito amplo que pode ser estudado em todas as idades e situações. Assim, com tarefas que variam das mais simples às mais complexas, a investigação sugere que há um contínuo de desenvolvimento que abrange a infância à idade adulta.